# Andreaea karsteniana
Andreaea karsteniana är en bladmossart som beskrevs av C. Müller 1874. Andreaea karsteniana ingår i släktet sotmossor, och familjen Andreaeaceae. Inga underarter finns listade i Catalogue of Life.